# Notosacantha nishiyamai
Notosacantha nishiyamai is een keversoort uit de familie bladkevers (Chrysomelidae). De wetenschappelijke naam van de soort werd in 2002 gepubliceerd door Komiya.